# Misioneras Cruzadas de la Iglesia
Las Misioneras Cruzadas de la Iglesia son una Congregación religiosa católica femenina de derecho pontificio, fundada por la religiosa española Nazaria Ignacia March Mesa en Oruro, Bolivia, el 16 de junio de 1925. Las religiosas de este instituto posponen a sus nombres las siglas: M.C.I.

## Historia
Nazaria Ignacia March Mesa, perteneciendo a la congregación de las Hermanitas de los Ancianos Desamparados, fue enviada a la ciudad de Oruro, Bolivia, para fundar un asilo de ancianos, junto con otras nueve compañeras. Al darse cuenta de la escasa formación religiosa de la población, presa fácilmente de los movimientos religiosos y de las sectas, decidió dedicarse a la evangelización entre las clases sociales pobres y obreras. Dicha situación no fue acorde con la misión de las Hermanitas y por ello pidió ayuda al obispo de Oruro, Abel Antezana, para alcanzar dispensa de sus votos y poder fundar una nueva congregación. Nazaria logró la dispensa el 16 de junio de 1925 y funda el nuevo instituto con el nombre de Misioneras de la Cruzada Pontificia.
El 12 de febrero de 1927, la congregación recibió la aprobación diocesana de parte de los obispos de Oruro y de La Paz. El 8 de abril de 1935 recibieron el decreto pontificio de alabanza, por lo que pasaron a ser una congregación de derecho pontificio. El cambio de nombre por el de Misioneras Cruzadas de la Iglesia, se dio con la aprobación definitiva, el 9 de junio de 1947 de parte del Papa Pío XII
En Bolivia, el país donde se fundó, las cruzadas han tenido presencia con crecimiento paulatino. Comenzando por el departamento de Oruro, además de la casa donde se fundó, las hermanas administran un comedor que todavía sirve comida a 200 personas diariamente. Además, apoyan a los médicos con servicios de primeros auxilios en salud.
En Potosí, tienen presencia desde 1929 hasta 2024. Administraron las Escuelas de Cristo y gestionaron actividades en parroquias, comunidades de base y consejos pastorales. Inauguraron actividades el año de 1992 en el municipio de Puerto Rico (departamento de Pando), donde administran un centro educativo para adultos.
Las cruzadas tienen casas de retiro espiritual en Cochabamba y La Paz. Gestionan también una residencia universitaria en la ciudad de Sucre. Santa Cruz de la Sierra también ha sido centro de actividades de las MCI: en 1972, las cruzadas entregaron un Hogar de Pobres que habían fundado a las Hermanitas de los Ancianos Desamparados, para que se encarguen de su administración. En 2010, fundaron el Hogar de Niñas Nazaria Ignacia. Actualmente, las cruzadas administran una Casa de Acogida a Adolescentes Migrantes de Bolivia.

## Actividades y presencias

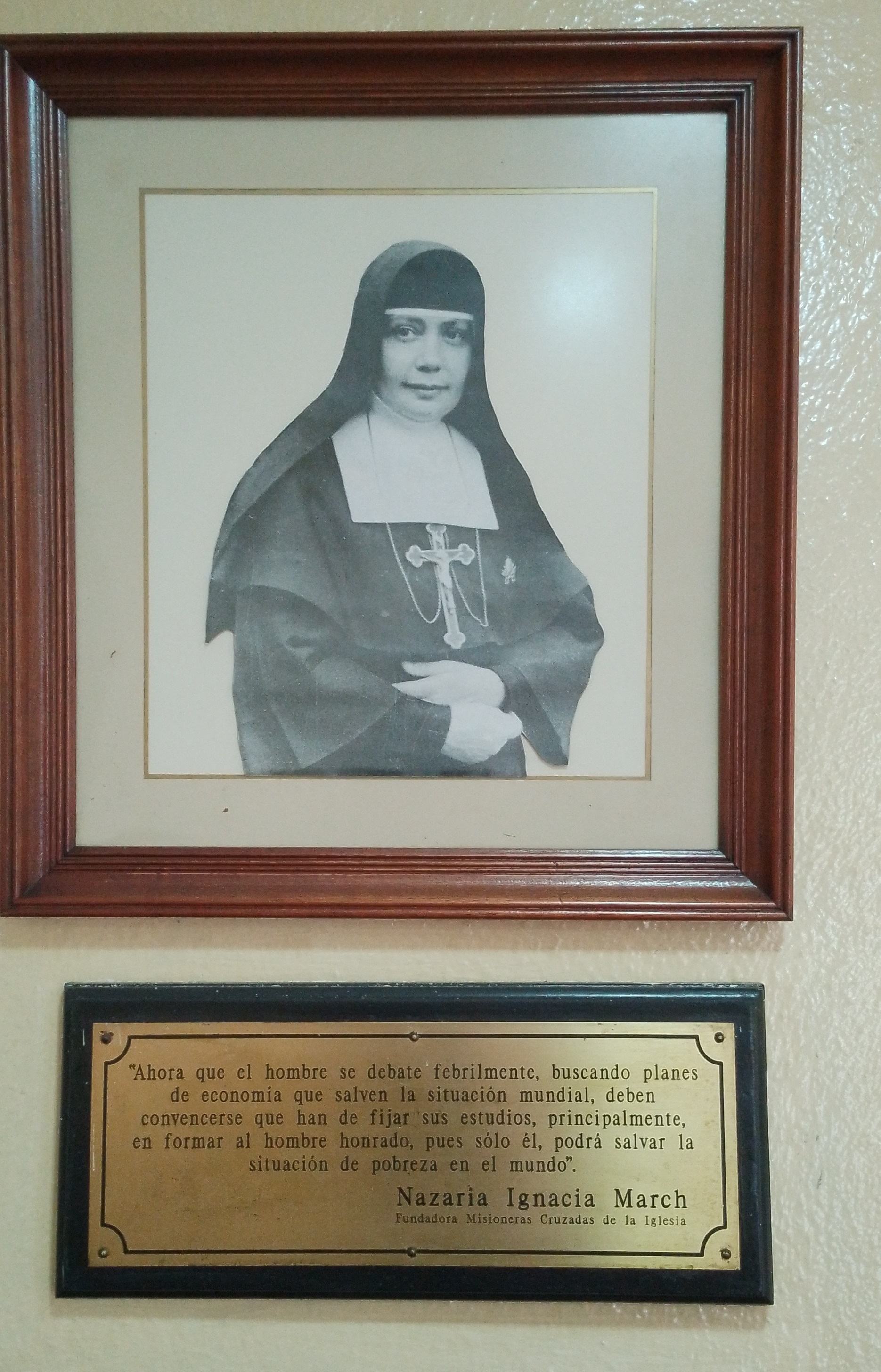
Retrato de santa Nazaria Ignacia con placa descriptiva en la escuela María Goretti de Santa Cruz, Bolivia.

Desde sus orígenes las Misioneras Cruzadas se dedican especialmente a la evangelización en las zonas rurales y en las áreas periféricas de las ciudades. Colaboran además en otros campos donde se les necesite en las iglesias particulares en las que se encuentran, entre ellas pastoral penitenciaria, educativa y sanitaria.
En 2011, la Congregación contaba con unas 379 religiosas y unas 79 comunidades, presentes en Argentina, Bolivia, Brasil, Camerún, Chile, Colombia, Cuba, El Salvador, España, Francia, Guatemala, Guinea Ecuatorial, Honduras, India, Italia, México, Nicaragua, Perú, Portugal, República Democrática del Congo y Uruguay. La casa general se encuentra en Madrid y su actual superiora general es la religiosa española María Joaquina Lozano López.